# Kyle Goldcamp
Kyle Goldcamp (Pittsburgh, 10 giugno 1986) è un ex cestista e allenatore di pallacanestro statunitense, professionista nella NBDL e in Europa.